# Виенски технически университет
Виенският технически университет (на немски: Technische Universität Wien) е едно от големите висши училища във Виена, столицата на Австрия.
Основан е през 1815 година като Императорски политехнически институт. Днес университетът има около 4 500 преподаватели и 28 хиляди студенти. Преподавателската и изследователска работа в училището е фокусирана върху инженерните и природни науки.

## Известни личности
Студенти и докторанти
- Владимир Балан (1895 – 1944), български авиатор
- Фатих Бирол (р. 1958), турски икономист
- Фриц Ланг (1890 – 1976), германски режисьор
- Рихард фон Мизес (1883 – 1953), математик
- Милутин Миланкович (1879 – 1958), сръбски геофизик
- Йордан Миланов (1867 – 1932), български архитект
- Теодор Траянов (1882 – 1945), български писател
- Йосиф Шнитер (1852 – 1914), чешко-български архитект

## Галерия
- Сграда на „Фаворитенщрасе“ 11
- Централна университетска библиотека
- Атомен институт
- Фрайхаус